# Pesanggrahan (Kroya)
Pesanggrahan is een bestuurslaag in het regentschap Cilacap van de provincie Midden-Java, Indonesië. Pesanggrahan telt 3108 inwoners (volkstelling 2010).